# Autoportrait à l'oreille bandée
Autoportrait à l'oreille bandée est un tableau réalisé par le peintre néerlandais Vincent van Gogh en janvier 1889 à Arles, dans les Bouches-du-Rhône, en France. Cette huile sur toile est un autoportrait dans lequel l'artiste se représente en buste devant un chevalet et une estampe japonaise, son oreille gauche (représentée à droite car il se peint d'après son reflet dans un miroir) bandée. L'œuvre est conservée à la Courtauld Gallery, à Londres, au Royaume-Uni.